# Кобальт
| 27        | Кобальт |
| Co58,9332 |         |
| 3d74s2    |         |

Ко́бальт (химический символ — Co, от лат. Cobaltum) — химический элемент 9-й группы (по устаревшей классификации — побочной подгруппы восьмой группы, VIIIB), четвёртого периода периодической системы химических элементов Д. И. Менделеева, с атомным номером 27.
Простое вещество кобальт — это серебристо-белый, слегка желтоватый переходный металл с розоватым или синеватым отливом. Существует в двух кристаллических модификациях: α-Co с гексагональной плотноупакованной решёткой, β-Co с кубической гранецентрированной решёткой, температура перехода α ↔ β 427 °C.

## Происхождение названия
Название «кобальт» происходит от нем. Kobold — домовой, гном. При обжиге содержащих мышьяк кобальтовых минералов выделяется летучий ядовитый оксид мышьяка. Руда, содержащая эти минералы, получила у горняков имя горного духа кобольда. Древние норвежцы приписывали отравления плавильщиков при переплавке серебра проделкам этого злого духа. В этом происхождение названия кобальта схоже с возникновением названия никеля (нем. Nickel — озорник, гном Никель). В 1735 году шведский минералог Георг Брандт сумел выделить неизвестный ранее металл из саксонских полиметаллических руд, который назвал кобальтом, что описал в своей диссертации «О полуметаллах» (Dissertatio de semimetallis). В ней он показал, что имел честь открыть новый «полуметалл», ранее часто принимавшийся за висмут. Он выяснил также, что соединения именно этого элемента окрашивают стекло в синий цвет — этим свойством пользовались ещё в древних Ассирии и Вавилоне. Однако первоначально открытие Брандта не получило должной известности. Некоторые учёные полагали, что открытый шведом металл представляет собой смесь веществ с «особой землёй». Окончательно доказал, что это самостоятельный элемент французский химик Пьер Жозеф Макер в 1781 году; он также дал описание металлургических методов его извлечения. В середине 1830-х годов французский ветеринар Шарль Аскин разработал способ разделения кобальто-никелевых руд с применением хлорной извести. Позже этот метод был усовершенствован и внедрён в промышленное производство.
Кобальтовый синий имеет шестнадцатеричный код цвета #0047ab.

## История

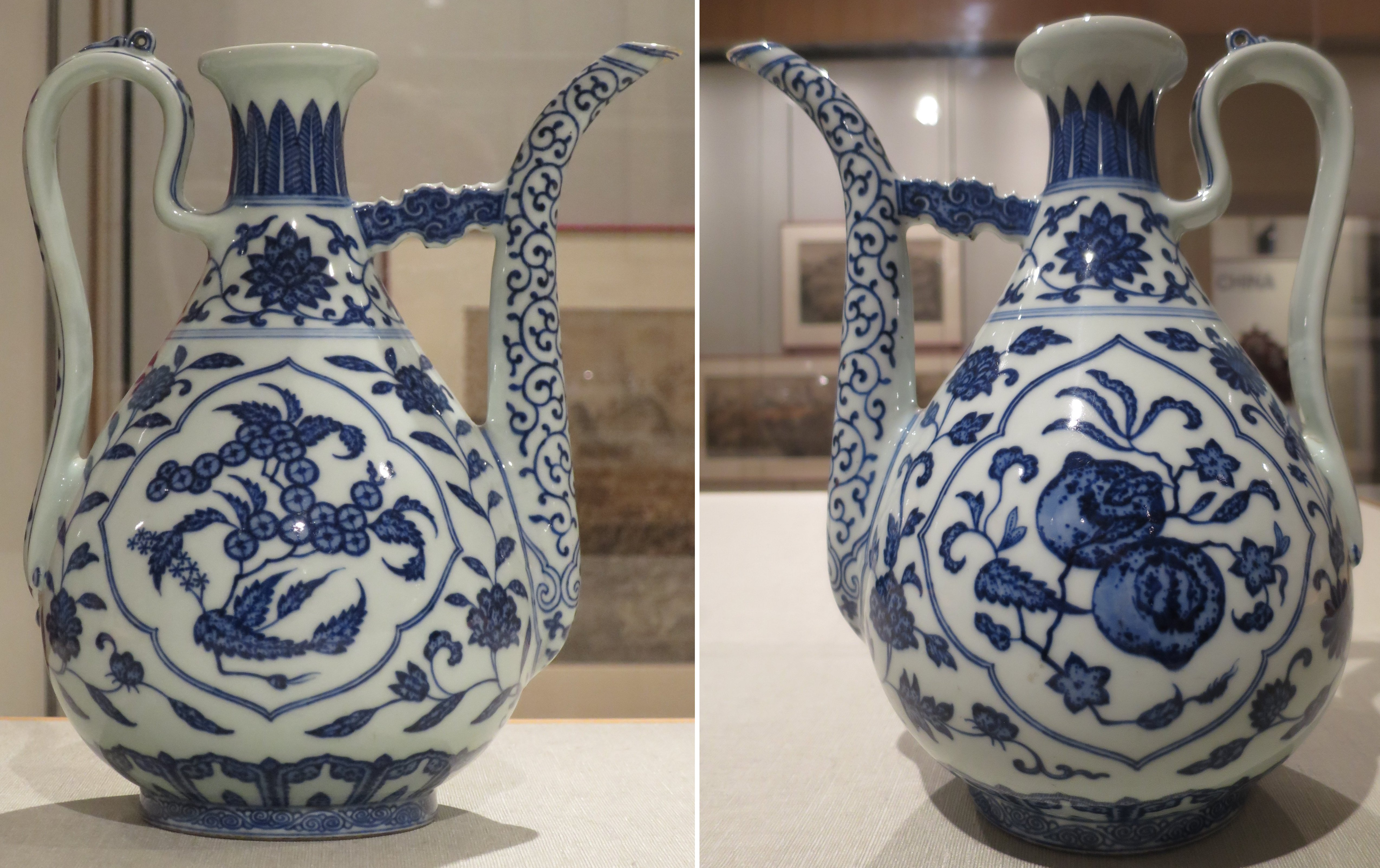
Китайская фарфоровая ваза династии Цин

Соединения кобальта известны человеку с глубокой древности. Первоначально кобальт нашёл применение в качестве синего красителя (тенарова синь или кобальтовая синь) при производстве предметов декоративно-прикладного искусства, стекла, эмалей, фарфора и керамики и др. Кобальтовые фарфор и керамика отличаются особенным глубоким тёмно-синим цветом. Кобальтовые краски являются одними из древнейших и использовались во многих центрах декоративно-прикладного искусства Европы и Азии. Считается, что в Китае применение кобальта для окраски изделий из керамики началось одновременно с распространением фарфора. Синие кобальтовые стёкла, эмали, краски находят в гробницах Вавилонии и Древнего Египта не позднее 2600 года до н. э. Так, в гробнице Тутанхамона нашли предметы из стекла, окрашенные в синий цвет, причём не только с использованием меди, но и кобальта. Синие стёкла и эмали, получаемые с применением кобальта, известны среди наследия Древней Греции и Древнего Рима. Неизвестно, было ли приготовление стёкол и красок сознательным или случайным. Установлено, что на территории современного Азербайджана кобальт для изготовления стёкол, эмалей и глазурей употреблялся со времён Х—XII веков. Видимо он был побочным продуктом при выплавке меди из рудных месторождений Дашкесана. В средневековой Европе об использовании металла для создания предметов обихода (венецианское стекло) известно со второй половины XV века. Позже, в ХV—XVI веках, в Европе он стал применяться более широко. В 1550 году алхимик Беренгуччио отмечал, что синий окрас стекла обязан содержанием вещества заффар (заффер). С этого времени варианты этого названия встречаются в трудах других авторов. Предполагается, что именно заффару обязан своим названием один из минералов кобальта — саффлорит (нем. Safflorit).
На базе южносаксонского месторождения полиметаллических руд в Шнееберге (Рудные горы) развернулась добыча кобальта. Установлено, что начиная с 1520-х годов там из него стали изготавливать краску, которая отправлялась в Венецию — крупнейший центр стекольного производства. В 1679 году немецкий алхимик Иоганн Кункель привёл описание получения заффера. К 1790 году в Европе насчитывалось 25 кобальтовых производств, специализирующихся на изготовлении смальты, известной также как синее кобальтовое стекло, синяя смальта — одного из элементов мозаики. До второй половины XIX века главным центром добычи металла была Германия, хотя в меньшем количестве он производился и в других европейских регионах (Швеция, Норвегия, Испания). Такое положение сохранялось до 1860-х годов, когда французский инженер Жюль Гарнье установил наличие на Новой Каледонии богатых залежей никелевых и кобальтовых руд. С 1870-х годов началась их интенсивная разработка, и французский остров на протяжении нескольких десятилетий стал основным экспортёром кобальта. В начале XX века были найдены богатые залежи серебряно-кобальтовых руд в канадской провинции Онтарио, которая становится основным поставщиком кобальта на мировой рынок. В 1909 году там было добыто более 1500 тонн металла, после чего производство в этом регионе стало постепенно падать. С 1920-х годов центр добычи переместился в провинцию Катанга в Бельгийском Конго, где компания Union Minière du Haut-Katanga приступила к промышленной добыче кобальта. В XXI веке основным производителем кобальта в мире является швейцарская компания Glencore. Именно она является основным поставщиком кобальта при производстве аккумуляторных батарей для электронных устройств и электроавтомобилей. Главным активом швейцарского трейдера в этой сфере является кобальтовое производство в Заире. Стимулированию добычи кобальта способствовали открытие его свойств и расширение сферы его применения. В 1897 году французский химик Поль Сабатье предложил его в качестве катализатора. С 1901 года металл был внедрён в производство быстросохнущих масляных красок. В 1907 году американский изобретатель и промышленник Элвуд Хейнс запатентовал способ изготовления металлорежущих резцов из стеллитов — сверхтвёрдых сплавов кобальта с хромом, а позже стали внедряться технологии с использованием в них различных добавок (вольфрама и/или молибдена). Стеллиты широко используются для напыления, наплавки и напайки деталей машин, станков и инструмента с целью повышения износостойкости. Со времён Первой мировой войны кобальт применяется при производстве гопкалита, используемого в средствах индивидуальной защиты органов дыхания, в частности, противогазов. В 1917 году японский учёный и изобретатель Котаро Хонда открыл кобальтосодержащие магнитные сплавы (кобальтовая, японская сталь).

## Нахождение в природе
Массовая доля кобальта в земной коре 4⋅10−3 %. Содержание в морской воде приблизительно 0,005 мг/дл.
Кобальт входит в состав минералов: каролит CuCo2S4, линнеит Co3S4, кобальтин CoAsS, сферокобальтит CoCO3, смальтин CoAs2, скуттерудит (Co, Ni)As3 и других. Всего известно около 130 кобальтосодержащих минералов, из них 40 непосредственно кобальтовые. Кобальту сопутствуют мышьяк, железо, никель, хром, марганец и медь.
Содержание в морской воде приблизительно 1,7⋅10−10 %.

### Месторождения, запасы и производство
Крупнейшие залежи кобальта находятся в Демократической Республике Конго – около 6 млн т, что составляет более 60% разведанных мировых запасов. Также крупные резервы есть в Австралии (1,7 млн т), Индонезии (640 тыс. т), Кубе (500 тыс. т), Филиппинах (260 тыс. т), Канаде (220 тыс. т), Замбии (270 тыс. т), России (250 тыс. т), а также в США, Франции и Казахстане.
Добыча кобальта в мире может увеличиться до 200 тыс. тонн к 2025 году, а к 2030 году, по прогнозам экспертов, глобальное производство кобальта превысит 400 тыс. т. В 2024 году общемировые резервы составили 11 млн т металла. 
Крупнейшие компании-производители кобальта в мире:
- CMOC Group (Китай) — 114 165 т в год[23].
- Glencore (Швейцария) — 38 200 т в год[24].
- Zhejiang Huayou Cobalt (Китай) — 23 000 т в год[25].
- Eurasian Resources Group (Люксембург) — 20 000 т в год[26].
- Норильский никель (Россия) — 8 700 т в год[27].

По ежегодной добыче первое место с большим отрывом также занимает Конго — 220 тыс тонн (84% мировой добычи). Китай является крупнейшей страной по потреблению (52% мирового объема) и переработке (67%) кобальта. Россия занимает второе место в мире по производству кобальта с долей около 5%. В 2015 году было запущено промышленное производство товарного кобальта на Кольской ГМК в Мончегорске.

### Получение
Кобальт получают путем пирометаллургической или гидрометаллургической переработки (обработка растворами серной кислоты (HSO4) или аммиака (NH3)) в основном никелевых руд. Для отделения от близкого по свойствам никеля используется хлор, хлорат кобальта(II) (Co(ClO3)2) выпадает в осадок, а соединения никеля остаются в растворе. Методы фракционного окисления и гидролитического осаждения позволяют отделить сопутствующие элементы, такие как железо, марганец. Также железо и серебро удаляют цементацией. Под воздействием NaClO или Cl2  осаждением разделяют кобальт и никель. 
Методы получения чистого кобальта:
Гидрометаллургическая переработка с экстракцией и электролизом
Кобальтсодержащее сырье (руды, концентраты) обрабатывают серной или соляной кислотой для перевода металлов в раствор. Медь удаляют восстановлением до Cu(I) и селективной экстракцией, гидролиз при контролируемом pH осаждает Fe и As, для снижения содержания Pb, Ni, Mn используют высокопроизводительные экстракторы. Очищенный раствор CoCl₂ подвергают электроэкстракции. На катодах осаждается кобальт чистотой 99.98% (марка К0). Содержание примесей (Bi, Pb, Ag) снижается до 0.00002%, что критично для жаропрочных сплавов.
Осаждение гидроксида кобальта
Проводится окисление растворов пероксидом водорода или хлором для перевода Co(II) в Co(III). Далее осаждают Co(OH)₃ в буферной среде (бикарбонаты/карбонаты Na/K) при pH 7.8–9.4. Это обеспечивает селективное отделение от Ni, Cu, Fe. Прокаливают гидроксид для получения оксида Co₃O₄ с последующим восстановлением до металла.
Метод исключает использование хлоридов, снижая экологическую нагрузку в производстве.
Пирометаллургические методы
Источником являются отходы цинкового производства (кек Co-Ni с 0.5–1.3% Co). Кобальт получают следующими способами:
Кислотное выщелачивание — кобальт извлекают серной кислотой из кека.
Сорбция и экстракция — для разделения Co, Ni, Cu применяют ионообменные смолы или экстрагенты.

### Стоимость металлического кобальта
В конце 1970-х годов цена на кобальт резко поднялась на 2000 % из-за политических событий в Республике Конго после провозглашения политической независимости от Франции. 
За период с 2016 года по 2018 год биржевые цены на кобальт выросли в 4 раза с $22000 до $95000 за тонну. Такой взлет цен был обусловлен в основном высоким спросом на кобальт для производства литий-ионных аккумуляторов для электромобилей и смартфонов, который сильно опережал предложение. Уже в следующем году цена упала с долгосрочного максимума до уровня $30 тыс. за тонну.
В феврале 2025 года Демократическая Республика Конго приостановила экспорт кобальта на четыре месяца, чтобы справиться с избытком предложения металла, которое возникло из-за  расширения производства в Кисанфу и увеличение экспорта кобальта с Тенке-Фунгуруме — рудников китайской компании CMOC в Конго, а также из-за увеличения производства в Индонезии. В марте 2021 года цена достигала на биржах 53 000 долл. за тонну. С 2022 года цены упали примерно на 30%, достигнув в начале 2025 года минимума за последние 9 лет ($21,5 тыс. за тонну). 
23 июня 2025 года страна продлила эмбарго еще на три месяца. На июль 2025 года цена на кобальт составляла около $33000 за тонну.

## Физические свойства
Кобальт — твёрдый серебристо-белый, слегка желтоватый переходный металл с розоватым или синеватым отливом. Существует в двух модификациях. При температурах от комнатной до 427 °C устойчива α-модификация. При температурах от 427 °C до температуры плавления (1495 °C) устойчива β-модификация кобальта (решётка кубическая гранецентрированная). Плотность металла при 20°С —  8,9 г/см3, температура плавления — 1493° С, температура кипения — 3100°С. Удельное электросопротивление кобальта — 5,68·10-8 ом·м. Теплопроводность — 69,08 Вт/(м·К), теплоёмкость — 0,44 кдж/(кг·К). Твёрдость по Бринеллю — 2,8 Гн/м2. Кобальт —  ферромагнетик, с точкой Кюри 1121 °C. Желтоватый оттенок ему придаёт тонкий слой оксидов.

### Изотопы
Кобальт имеет только один стабильный изотоп — 59Co (изотопная распространённость 100 %). Известны ещё 22 радиоактивных изотопа кобальта.  
Искусственный изотоп кобальт-60 почти не встречается в природе из-за своей нестабильности (период полураспада 5,27 лет). Получают его обычно наработкой из изотопа 59Co на атомных станциях. Находясь в ядерной установке, изотоп 59Co подвергается бомбардировке нейтронами, и после захвата их превращается в 60Co. Кобальт-60 активно используется в производстве различных источников гамма-излучения, широко применяется как источник жёсткого гамма-излучения для стерилизации, в медицине в гамма-ножах, гамма-дефектоскопии и т. п.
Некоторые радиоактивные изотопы кобальта — 56Co (период полураспада 77 суток), 57Co (270 суток) и 58Co (72 суток) — применяют как изотопные индикаторы при исследовании обмена веществ.

## Химические свойства
В соединениях кобальт проявляет множество степеней окисления, самыми устойчивыми из которых являются +2 и +3, соответствующие электронные конфигурации: d7 и d6. Степень окисления +3 наиболее устойчива термодинамически и кинетически в низкоспиновых октаэдрических комплексах, что обусловлено высокой энергией стабилизации кристаллическим полем (2,4 Δ_окт). Поэтому для кобальта характерны комплексы с лигандами сильного и среднего поля. Этот же параметр в случае лигандов слабого поля, с которыми кобальт(III) образует высокоспиновые комплексы, остаётся низким (0,4Δ_окт). поэтому простые соли кобальта(III) неустойчивы и являются сильными окислителями. Окислительная способность Co3+ сильно зависит от природы лиганда.
Кобальт располагается между железом и никелем в электрохимическом ряду напряжений металлов. Реагирует со многими химическими элементами.

### Оксиды
- На воздухе кобальт окисляется при температуре выше 300 °C.
- Устойчивый при комнатной температуре оксид кобальта представляет собой сложный оксид Co3O4, имеющий структуру шпинели, в кристаллической структуре которого одна часть узлов занята ионами Co2+, а другая — ионами Co3+; разлагается с образованием CoO при температуре выше 900 °C.
- При высоких температурах можно получить α-форму или β-форму оксида CoO.
- Все оксиды кобальта восстанавливаются водородом:
{\displaystyle {\ce {Co3O4 + 4 H2 -> 3 Co + 4 H2O}}}
- Оксид кобальта(III) можно получить, прокаливая соединения кобальта (II), например:
{\displaystyle {\ce {4 Co(OH)2 + O2 -> 2 Co2O3 + 4 H2O}}}

### Галогениды кобальта
При нагревании кобальт реагирует с галогенами, образуя галогениды СоХ2. Причём соединения кобальта (III) образуются только с фтором.
{\displaystyle {\ce {2 Co + 3 F2 -> 2 CoF3}}}
{\displaystyle {\ce {Co + Cl2 -> CoCl2}}}
Дифторид кобальта СоF2 — розовое кристаллическое вещество. Используют в производстве катодов в химических источниках тока, как катализатор при производстве фторуглеводородов.
Трифторид кобальта СоF3 — коричневые или зеленовато-коричневые кристаллы. Применяют как катализатор при синтезе фторуглеводородов.
Дихлорид кобальта СоСl2 — голубое кристаллическое гигроскопичное вещество. Применяют как протравы при окраске тканей, добавляют в корм скоту, используют в индикаторах влажности, в растворах для нанесения покрытия кобальта на другие металлы, а также для получения катализаторов.
Дибромид кобальта СоВr2 — зеленое кристаллическое вещество. Применяют для получения катализаторов и индикаторов влажности.
Дийодид кобальта CoI2 — красно-коричневые гигроскопичные кристаллы. Применяют в индикаторах влажности.

### Сульфиды кобальта
Сульфиды кобальта (CoxSy) существуют в нескольких основных формах: CoS (гексагональная структура типа NiAs), Co9S8 (кубическая структура пентландита), CoS2 (пиритная кубическая структура) и Co3S4 (шпинельная кубическая структура). 
Применяются в основном в энергетике и в изготовлении катализаторов.

### Другие соединения
- С серой кобальт образует 2 различных модификации CoS: серебристо-серую α-форму (при сплавлении порошков) и чёрную β-форму (выпадает в осадок из растворов).
- При нагревании CoS в атмосфере сероводорода получается сложный сульфид Со9S8.
- С другими окисляющими элементами, такими как углерод, фосфор, азот, селен, кремний, бор, кобальт тоже образует сложные соединения, являющиеся смесями, где присутствует кобальт со степенями окисления 1, 2, 3.
- Кобальт способен растворять водород, не образуя химических соединений. Косвенным путём синтезированы два стехиометрических гидрида кобальта CoH2 и CoH.
- Растворы солей кобальта CoSO4, CoCl2, Со(NO3)2 придают воде бледно-розовую окраску, поскольку в водных растворах ион Co2+ существует в виде аквакомплексов [Co(H2O)6]2+ розового цвета. Растворы солей кобальта в спиртах тёмно-синие, так как спирт извлекает из аквакатиона две молекулы воды, образуя аквакатион [Co(H2O)4]2+. Многие соли кобальта нерастворимы.
- Кобальт образует комплексные соединения. В степени окисления +2 кобальт образует лабильные комплексы, в то время как в степени окисления +3 — очень инертные. Это приводит к тому, что комплексные соединения кобальта(III) практически невозможно получить путём непосредственного обмена лигандов, поскольку такие процессы идут чрезвычайно медленно. Наиболее известны аминокомплексы кобальта. Наиболее устойчивыми комплексами являются лутеосоли (например, [Co(NH3)6]3+) жёлтого цвета и розеосоли (например, [Co(NH3)5H2O]3+) красного или розового цвета.
- Также кобальт образует комплексы с CN−, NO2− и многими другими лигандами. Комплексный анион гексанитрокобальтат [Co(NO2)6]3− образует нерастворимый осадок с катионами калия, что используется в качественном анализе.

## Применение

### Аккумуляторная промышленность
Кобальт играет ключевую роль в современных литий-ионных аккумуляторах, где используется около половины произведенного металла. Он обеспечивает стабильность работы, энергоемкость и безопасность, входит в состав катодов, позволяя благодаря своим свойствам сохранять его слоистую структуру и накапливать большое количество энергии в малом объеме.
Электромобили
В сегменте премиальных моделей доминируют типы аккумуляторов NCM (никель-кобальт-марганец) и NCA (никель-кобальт-алюминий). Tesla и General Motors используют кобальтсодержащие аккумуляторы в 75% своих электромобилей. К 2024 году часть электромобилей будет использовать литий-железо-фосфатные аккумуляторы (LFP), не содержащие кобальт (например Tesla Model 3 и Model Y). 
Потребительская электроника
На 2021 год на производство смартфонов и ноутбуков было использовано 42 тыс. т кобальта. 
Аккумулятор ноутбука содержит около 30 граммов кобальта, а для производства батареи электромобиля требуется около 20 килограммов металла. Кобальт по-прежнему трудно полностью заменить в высокопроизводительных аккумуляторах, особенно в электромобилях премиум-сегмента и в секторе систем хранения энергии, поскольку его исключение часто приводит к снижению плотности энергии и снижается безопасность устройства.
Производители батарей стали резко сокращать использование кобальта в литиевых аккумуляторах, поскольку они являются более дорогими по сравнению с литий-железо-фосфатными батареями или LFP при равной эффективности и способности держать заряд. Доля кобальтосодержащих аккумуляторов для электромобилей в Китае к 2024 году снизилась до 31% с 44% в 2022 году.

### Специальные сплавы и стали
Кобальт используют в производстве специальных сплавов и сталей. Кобальтосодержащие сплавы применяются для изготовления деталей, выдерживающих экстремальный температурный режим (лопатки реактивных двигателей).
- Легирование стали кобальтом повышает её твёрдость, износо- и жаростойкость[61], а также режущие свойства[62]. Из кобальтсодержащих быстрорежущих сталей создают обрабатывающий инструмент: свёрла, фрезы, резцы, зенкеры, развёртки, протяжки и т. п. Примеры кобальтовых быстрорежущих сталей — Р6М5К5 (5% кобальта), Р9К10 (10% кобальта)[63].
- Сплавы кобальта и хрома получили собственное название стеллит[61] (например, Стеллит-6[64]). Они обладают высокой твёрдостью и износостойкостью. Также благодаря коррозионной стойкости и биологической нейтральности некоторые стеллиты применяются в протезировании (см. статью «Виталлий»).
- Кобальт является связующим элементом в победите — семействе советских вольфрамовых сталей[65].
- Некоторые сплавы кобальта, например, с самарием или эрбием, проявляют высокую остаточную намагниченность, то есть они пригодны для изготовления мощных жаростойких постоянных магнитов (см. Самариево-кобальтовый магнит[англ.]). Из сплавов кобальта и самария в соотношениях 1:5 или 2:17 изготавливают мощные магниты[66]. Также в качестве магнитов используют сплавы, например, альнико (на основе железа и алюминия с кобальтом с содержанием последнего до 40%)[61][65].

### Другие области
- Кобальт применяется при изготовлении химически стойких сплавов[61].
- Соединения кобальта, например, тенарова синь, широко применяются для получения ряда красок и при окраске стекла и керамики[61].
- Кобальт применяется как катализатор химических реакций в нефтехимии, промышленности полимеров и других процессах. Катализаторы на основе кобальта применяются в реакции гидросилилирования[67]. Катализатор кобальт Ренея широко применяется в синтезе Фишера-Тропша для производства синтетических углеводородов для масел или топлива без нефти[68].
- Силицид кобальта — отличный термоэлектрический материал, он позволяет производить термоэлектрогенераторы с высоким КПД.
- Искусственный изотоп кобальт-60 широко применяется как источник жёсткого гамма-излучения для стерилизации, в медицине в гамма-ножах, гамма-дефектоскопии, облучении продуктов питания и т. п[69].

### Использование кобальта в декорировании керамики и стекла
Существует мнение, что впервые кобальт был использован в Месопотамии на рубеже III и II тысячелетий до нашей эры. Оттуда технологические приёмы соединять кобальт с медью распространились в древний Египет. С помощью кобальта получалось имитировать лазурит и бирюзу, пользовавшиеся популярностью у египтян. Археологи находили в Ниневии керамические таблички, на которых рассказывалось о получении искусственного лазурита и сапфиров. Эти таблички датированы VII веком до нашей эры. Античные и венецианские стеклодувы активно использовали кобальт.
В Китае использование кобальта для окраски изделий из керамики началось одновременно с распространением фарфора. Это произошло во время эпохи Тан (618—907 годы н. э.). Во время правления монгольской династии Юань (1280—1368 годы) началось использование кобальта для подглазурной росписи. Расцвет производства фарфора с синей подглазурной росписью пришёлся на эпоху Мин (1368—1644 годы). На распространение кобальта повлияло открытие месторождения залежей руды неподалёку от Цзиндэчжэня. В XVII веке получил распространение приём blue poudre (soufle). Кобальтовый порошок задувался на влажную поверхность фарфора с помощью бамбуковой трубочки, конец которой закрывался шёлковой тряпкой. Кобальт ложился на изделие неравномерно тонким слоем, что давало эффект мерцания.
Кобальт активно использовался и в Японии. По заказу голландской Ост-Индской компании в мастерских керамического центра Арита (провинция Хидзэн) местные гончары создавали роспись в стиле китайских мастеров, на изделия которых был постоянный спрос в Европе.

## Биологическая роль
Кобальт — один из микроэлементов, жизненно важных организму. Кобальт входит в структуру витамина B12 (кобаламина), массовая доля около 4%, который критически важен для нормального функционирования нервной системы, процесса кроветворения и профилактики злокачественной анемии. Кобальт участвует в активных центрах ключевых ферментов, в метаболизме углеводов и липидов, регулирует функцию щитовидной железы, влияет на состояние миокарда и артериальное давление.
Потребность человека в кобальте — 0,007—0,015 мг ежедневно. В теле человека содержится 0,2 мг кобальта на каждый килограмм массы тела. При отсутствии кобальта развивается акобальтоз, однако избыток кобальта в организме тоже вреден.

### Эритропоэз и ангиогенез
Кобальт является мощным регулятором HIF-1α, благодаря способности вызывать псевдогипоксию. Может стимулировать ангиогенез, эритропоэз и адаптацию к гипоксии. Кобальт подавляет PHDs, предотвращая деградацию HIF-1α, это приводит к накоплению HIF-1α в клетках и активации генов, связанных с гипоксией.
Активированный HIF-1α стимулирует ангиогенез через:
1. Усиление экспрессии VEGF:
  - VEGF способствует росту и миграции эндотелиальных клеток.
  - Это приводит к образованию новых кровеносных сосудов.
2. Активацию других факторов роста:
  - Например, плацентарного фактора роста (PlGF) и ангиопоэтинов.

### Токсикология
Кобальт и его соединения токсичны при попадании в организм в высоких дозах. Известны также его неорганические соединения, обладающие канцерогенным и мутагенным действием (например, сульфат). Особенно токсичны пары октакарбонила кобальта Со2(СО)8.
В 1960 годах соли кобальта использовались некоторыми пивоваренными компаниями для стабилизации пены. Регулярно выпивавшие более четырёх литров пива в день получали серьёзные побочные эффекты на сердце, и, в отдельных случаях, это приводило к смерти. Известные случаи т. н. кобальтовой кардиомиопатии в связи с употреблением пива происходили с 1964 по 1966 год в Омахе (штат Небраска), Квебеке (Канада), Лёвене (Бельгия), и Миннеаполисе (штат Миннесота). С тех пор его использование в пивоварении прекращено, и в настоящее время является незаконным.
ПДК пыли кобальта в воздухе 0,5 мг/м³, в питьевой воде допустимое содержание солей кобальта 0,01 мг/л.
Токсическая доза (LD50 для крыс) — 50 мг.
Особенно токсичны пары октакарбонила кобальта Со2(СО)8.
При этом примерно 40000 детей до 13 лет в Конго ежедневно используются в качестве рабочих на добыче кобальта для запчастей сотовых телефонов и прочей бытовой электроники самыми примитивными способами.